# Kościół św. Anny w Grodzisku Mazowieckim
Kościół świętej Anny w Grodzisku Mazowieckim – rzymskokatolicki kościół parafialny należący do dekanatu grodziskiego archidiecezji warszawskiej.
Obecna budowla murowana została ufundowana przez właściciela Grodziska Mazowieckiego, Wojciecha Mokronoskiego, kasztelana rawskiego w 1688 roku. Prezbiterium tej świątyni zachowało się do czasów współczesnych. Do 1714 roku zostały wzniesione na planie krzyża dwie kaplice oraz nawa główna. W dniu 25 września 1808 roku świątynię konsekrował biskup płocki Onufry Kajetan Szembek. W 1888 roku kościół został rozbudowany o nawy boczne i wieżę. W 1927 roku, dzięki staraniom proboszcza, księdza prałata Mariana Tokarzewskiego, budowla została wyremontowana po zniszczeniach wojennych i została przebudowana dzwonnica. W latach 90. XX wieku kościół przeszedł remont generalny, dzięki staraniom księdza prałata Lucjana Rutkowskiego. Ostatnio została odnowiona elewacja świątyni, dzięki staraniom księdza prałata Lucjana Rutkowskiego.